# Efeito Dember
O efeito Dember é a produção de uma diferença de potencial entre duas regiões de um semicondutor quando uma delas é eliminada. É um fenômeno relacionado com o "foto-eletromagnético" sem que exista, contudo, um campo magnético.

## Descoberta
O efeito foi descoberto por Harry L. Dember em 1925, sendo caracterizado por dois meios através da soma das excitações de um elétron: a iluminação fotônica e eletrônica de bombardeio. Inicialmente, Dember se referiu apenas aos metais, porém materiais mais complexos têm sido analisados desde então.